# Хлорид таллия(III)-трикалия
Хлори́д та́ллия(III)-трика́лия — неорганическое соединение,
двойная соль калия, таллия и соляной кислоты с формулой K3TlCl6,
кристаллы,
образует кристаллогидраты.

## Физические свойства
Хлорид таллия(III)-трикалия образует кристаллогидрат состава K3TlCl6·2H2O, тетрагональной сингонии, пространственная группа P 4/mmm, параметры ячейки a = 1,5841 нм, c = 1,8005 нм, Z = 14.